# 芦田伸介
芦田 伸介（あしだ しんすけ、1917年〈大正6年〉3月14日 - 1999年〈平成11年〉1月9日）は、日本の俳優。本名：蘆田 義道（あしだ よしみち）。
満洲で演劇活動に加わり、敗戦の引き揚げ後に劇団民藝に入団。1950年代からは日活のアクション映画に常連出演し、舞台を中心に映画・テレビドラマと幅広く活躍した。渋い演技に定評があり、ドラマ『七人の刑事』『氷点』の演技で人気を得た。著書に自伝『ほろにがき日々』など。妻は元タカラジェンヌの香久美ひかる（本名：石川明子）。娘婿は俳優の松山英太郎、孫は女優の由夏と俳優の芦田昌太郎。

## 来歴・人物
1917年（大正6年）3月14日（水曜日）、島根県松江市に生まれる。生家は松江藩の典医や剣術指南役を務めた家柄で、父は剣道教師だった。松江商業学校（現：島根県立松江商業高等学校）を経て、東京外国語学校（現：東京外国語大学）のマレー語学科に入学する。
1937年（昭和12年）、学校を中退して満洲に渡り、大連で『ワーニャ伯父』の舞台を観て新劇の世界を志す。満洲電業に勤める傍ら新京放送劇団に加わり、森繁久彌と知り合う。1943年（昭和18年）、満洲映画協会の『血銭芙蓉』で映画に初出演する。満洲在留中、芦田は石川明子という女性と恋愛関係にあった。石川は新京の放送局でピアノ弾きをしていたが、渡満前は香久美ひかるという芸名のタカラジェンヌだった。石川の父は満洲キリスト教団布教区長を務める牧師で、厳格な人だったため、なかなか結婚を認めてもらえなかった。窮余の一策で森繁の取り成しでようやく許しを得て、1945年（昭和20年）2月に結婚した。結婚から6ヶ月後に敗戦を迎え、妻子を抱え生死の境をさまよったが、1947年（昭和22年）にやっとのことで帰国する。
帰国後の1948年（昭和23年）に森繁らとコッコ座を結成するが失敗し、劇団文化座を経て1949年（昭和24年）に劇団民藝に入団する。舞台で活躍し、民藝がユニット出演する『原爆の子』『夜明け前』などの独立プロ映画にも出演する。当時は精悍でぶっきらぼうで、渋い地味な脇役を演じた。1950年代後半になるとアクション映画全盛の日活で悪役や刑事役を演じて常連出演するが、1958年（昭和33年）3月2日未明、NHKでラジオドラマの仕事を終えての帰路、乗車していたタクシーが小石川橋の都電の安全地帯に衝突する、という事故に遭遇。後部座席からフロントガラスを顔面から突き破り、顔面の裂傷や右眼球破裂など147針に及ぶ重傷を負う。顔の傷と共に失明の危機や、事故のショックにより一時失語症となり、役者生命が危ぶまれるが、翌年には再起を果たす。
1961年（昭和36年）、TBSの人気ドラマ『七人の刑事』に沢野部長刑事役でレギュラー主演。さらに1966年（昭和41年）のNETのドラマ『氷点』で深い葛藤を内に秘めた中年男性を演じ、この2作で爆発的な人気を得た。また、舛田利雄監督の映画『わが命の唄 艶歌』では、艶歌の竜と呼ばれる名物レコードディレクター・高円寺竜三（モデルは馬渕玄三）を演じ、後にドラマ『涙の河をふり返れ〜艶歌より』『海峡物語』でも同役を演じるほどの当たり役となった。
1970年（昭和45年）、劇団民藝を退団し、以降は商業演劇や新派にも出演した。映画・テレビでも多くの作品で活躍した。1997年（平成9年）、日本新劇俳優協会副会長に就任する。
1989年（平成元年）頃からC型肝炎、肝臓がんを患って闘病生活を続けるが、俳優としての活動は精力的に続けた。1996年11月2日の生活ほっとモーニング（NHK）でゲスト出演した藤子不二雄Aへのビデオメッセージでがんを告白した。1999年（平成11年）1月9日午後8時12分、肝臓癌のため東京都中央区の国立がん研究センターで死去。81歳没。翌日の納棺式に森繁などが参列した。同年11月10日、松江市名誉市民の称号を贈られる。
一人娘である亜子は、松山英太郎と結婚。一男一女（のちの女優・由夏と俳優・芦田昌太郎）に恵まれるが、その後離婚。後年、芦田は「もう一人の父になりたい」との思いから二人を養子にしている。晩年は亜子が芦田のマネージャーを務めた。

## 受賞・受章歴
- 1966年：第4回ゴールデン・アロー賞 取材協力賞
- 1989年：勲四等瑞宝章[10]
- 1999年：島根県松江市名誉市民[11]

## 出演

### 映画
太字の題名はキネマ旬報ベスト・テンにランクインした作品
- 原爆の子（1952年、近代映画協会） - 医者
- 現代人（1952年、松竹） - 検事
- 嫁ぐ今宵に（1953年、新映プロ） - 渋谷社長
- 君に捧げし命なりせば（1953年、新映プロ） - 重役B
- 夜明け前（1953年、新東宝） - 暮田正香
- 縮図（1953年、新東宝）
- 伊豆の踊子（1954年、松竹） - 旦那
- 足摺岬（1954年、近代映画協会） - 病院の助手
- どぶ（1954年、近代映画協会）
- 若い人たち（1954年、全国銀行従業員組合連合会） - 江口俊雄
- 最後の女達（1954年、創映プロ） - 猪熊中尉
- 黒い潮（1954年、日活） - 三井記者
- 愛すればこそ（1955年、独立映画） - お客
- 愛のお荷物（1955年、日活） - 代議士
- 銀座二十四帖（1955年、日活） - 三ツ星五郎
- 人生とんぼ返り（1955年、日活） - 辻
- 狼（1955年、近代映画協会） - 男
- 第8監房（1956年、日活） - やらずの政
- 真昼の暗黒（1956年、現代ぷろ） - 吉井判事
- 雑居家族（1956年、日活） - 竹山
- 悪魔の街（1956年、日活） - 赤木
- 病妻物語 あやに愛しき（1956年、劇団民藝） - 運転手
- 女優（1956年、近代映画協会） - 矢木新一郎
- 孤獨の人（1957年、日活） - 松井勝
- 私は前科者である（1957年、日活） - 稲田
- 「廓」より 無法一代（1957年、日活） - 鳶辰
- 危険な年齢（1957年、日活） - 道代のパトロン
- 美徳のよろめき（1957年、日活） - 土屋省三
- 裸女と拳銃（1957年、日活） - 神田象山
- 負ケラレマセン勝ツマデハ（1958年、東宝） - 課長
- 張込み（1958年、松竹） - 捜査第一課長
- 口から出まかせ（1958年、宝塚映画） - 新聞記者
- 殺人と拳銃（1958年、日活） - 丸山部長刑事
- 影なき声（1958年、日活） - 村岡
- 果しなき欲望（1958年、日活） - 刑事
- 獣のいる街（1958年、日活） - 大西刑事
- 紅の翼（1958年、日活） - 佐々木忠弘
- 人間の條件 第1・2部（1959年、にんじんくらぶ） - 松田
- 第三の死角（1959年、日活） - 牧調査部長
- 雑沓に光る眼（1959年、日活） - 浅井刑事
- 網走番外地（1959年、日活） - 岩井看守
- 群集の中の太陽（1959年、日活） - 永野社会部部長
- 絞首台の下（1959年、日活） - 田名網警部
- 爆薬に火をつけろ（1959年、日活） - 世郷隆光
- 銀座旋風児シリーズ（日活）
  - 銀座旋風児（1959年） - 堀田剛造
  - 二階堂卓也銀座無頼帖 帰ってきた旋風児（1962年） - 中村捜査課長
- 硫黄島（1959年、日活） - 三井兵曹長
- にあんちゃん（1959年、日活） - 坂井
- 天と地を駈ける男（1959年、日活） - 尾関勇太郎
- 危険な女（1959年、日活） - 杉本隆吉
- 鉄火場の風（1960年、日活） - 高木剛太郎
- 青年の樹（1960年、日活）- 和久達之助
- 喧嘩太郎（1960年、日活） - 大竹部長
- やくざ先生（1960年、日活） - 伊藤刑事
- 闘牛に賭ける男（1960年、日活） - 宗方画伯
- 紅の拳銃（1961年、日活） - 小寺久
- 大海原を行く渡り鳥（1961年、日活） - 磯部
- 太陽、海を染めるとき（1961年、日活） - 水田船長
- 真昼の誘拐（1961年、日活） - 大原元警視総監
- 上を向いて歩こう（1962年、日活） - 永井徳三
- 青年の椅子（1962年、日活） - 日東電機工業常務
- 零戦黒雲一家（1962年、日活） - 潜水艦長加藤
- 花と竜（1962年、日活） - 吉田磯吉
- 青春を返せ（1963年、日活） -元刑事・遠矢
- 悪太郎（1963年、日活） - 豊岡中学校長
- 七人の刑事シリーズ（松竹） - 沢田部長刑事 
  - 七人の刑事（1963年）
  - 七人の刑事 女を探がせ（1963年）
  - 七人の刑事 終着駅の女（1965年）
- 赤いハンカチ（1964年、日活） - 林田
- 無頼無法の徒 さぶ（1964年、日活） - 青木警部
- 博徒ざむらい（1964年、大映） - 清河八郎
- 太陽西から昇る（1964年、日活）
- ギター抱えたひとり旅（1964年、日活） - 辺見
- 生きている狼 (1964年、日活)
- 渡世一代（1965年、日活） - 飯塚
- 秩父水滸伝 必殺剣（1965年、日活）
- 昭和残侠伝 唐獅子牡丹（1966年、東映） - 田代栄蔵
- 鉄火場仁義（1966年、日活） - 伊之助
- 昭和最大の顔役（1966年、東映） - 三田村正義
- 愛欲（1966年、東映） - 麻生会長
- 夜霧の慕情（1966年　日活） - 中根修蔵
- 女のみづうみ（1966年、松竹） - 水木有造
- 新・事件記者 殺意の丘（1966年、東京映画） - 石川六造
- 一万三千人の容疑者（1966年、東映） - 堀塚修
- 赤い天使（1966年、大映） - 岡部軍医中尉
- 斜陽のおもかげ（1967年　日活） - 谷山進一郎
- 黒部の太陽（1968年、石原プロ・三船プロ） - 黒崎
- わが命の唄 艶歌（1968年、日活） - 艶歌の竜
- 富士山頂（1970年、石原プロ） - 葛木章一
- 影の車（1970年、松竹） - 刑事
- 戦争と人間（日活） - 伍代喬介 
  - 第一部 運命の序曲（1970年）
  - 第二部 愛と悲しみの山河（1971年）
  - 第三部 完結篇（1973年）
- 愛と死（1971年、松竹） - 仲田修造
- さらば掟 (1971年、松竹)
- 野良犬（1973年、松竹） - 佐藤
- 人間革命（シナノ企画・東宝映像） - 牧口常三郎
  - 人間革命（1973年）
  - 続・人間革命（1976年）
- 球形の荒野（1975年、松竹） - 野上顕一郎
- あいつと私（1976年、東宝企画） - 阿川正人
- 風立ちぬ（1976年、東宝） - 水沢欣吾
- 姿三四郎（1977年、東宝映画） - 南小路光康
- 柳生一族の陰謀（1978年、東映） - 土井大炊頭利勝
- 残照（1978年、東宝映画） - 石沢医師
- 事件（1978年、松竹） - 岡部検事
- 野性の証明（1978年、角川春樹事務所） - 坂本防衛庁長官
- 赤穂城断絶（1978年、東映） - 色部図書
- ブルークリスマス（1978年、東宝映画） - 相場修司
- 燃える秋（1979年、東宝映画） - 内村教授
- 黄金のパートナー（1979年、東宝映画） - 神谷信博
- 隠密同心 大江戸捜査網（1979年、東宝） - 鳴神鉄山
- 真夜中の招待状（1981年、松竹） - 稲川英輔
- この子の七つのお祝いに（1982年、松竹） - 高橋佳哉
- 小説吉田学校（1983年、東宝） - 鳩山一郎
- 迷走地図（1983年、松竹） - 桂重信総理大臣
- 春の鐘（1985年、東宝映画） - 三宅藤一郎
- マルサの女（1987年、伊丹プロ） - 蜷川喜八郎
- 次郎物語（1987年、西友・学習研究社） - 恭亮
- アナザー・ウェイ ―D機関情報―（1988年、タキ・エンタープライズ） - 北原
- 肉体の門（1988年、東映）- 彫留
- 社葬（1989年、東映） - 野々村典正
- 226（1989年、松竹富士） - 鈴木貫太郎
- 千利休 本覺坊遺文（1989年、西友） - 豊臣秀吉
- 少年時代（1990年、東宝） - 校長先生
- 流転の海（1990年、東宝） - 河内善助
- 動天（1991年、東映） - 水戸斉昭
- 継承盃 （1992年、東映） - 堂場英吉
- 落陽（1992年、にっかつ） - 満鉄総裁
- やくざ道入門（1994年、バンダイビジュアル） - 吉田恒吉
- 美味しんぼ（1996年、松竹） - 大原大蔵

### テレビドラマ
- 子供の時間 / 山王のおサルさん（1953年、NHK総合） - 動物園飼育課長
- 追跡[12]（1955年、NHK総合）
- 東芝日曜劇場[13]（KRT → TBS）
  - 第20回「限りなき前進」（1957年）
  - 第48回「ぶっつけ本番」（1957年）
  - 第103回「マンモスタワー」（1958年）
  - 第152回「あざのある女」（1959年）
  - 第159回「山だち問答」（1959年）
  - 第198回「都甲太兵衛」（1960年）
  - 第204回「穴」（1960年）
  - 第252回「女房というもの」（1961年）
  - 第348回「続・東京一淋しい男」（1963年）
  - 第391回「女の気持」（1964年）
  - 第400・401回「高瀬川」（1964年）
  - 第441回「あたしとあなた その3」（1965年）
  - 第467回「菊の香高く」（1965年、朝日放送）
  - 第497回「あたしとあなた その6」（1966年）
  - 第529・530回「限りある日を愛に生きて」（1967年）
  - 第658回「かたづかないわ」（1969年）
  - 第801回「わが街」（1972年、北海道放送） - 鳴海教授
  - 第1027回「私の中のあなた」（1976年）
  - 第1031回「エルムの木かげ」（1976年9月12日、北海道放送） - 西田三郎
  - 第1107回「木枯しの自画像」（1978年、CBC）
  - 第1202回「女の部屋」（1979年）
  - 第1216回「嫁が出て行くとき」（1980年）
  - 第1360回「初孫や……」（1983年、北海道放送）
  - 第1482回「頼りませんよ」（1985年） - 高山杉太
  - 第1714回「道づれ」（1989年、RKB毎日放送）
  - 第1869回「女神がボクに微笑んで」（1993年、CBC）
- 山一名作劇場 / 一回だけの招待（1957年、日本テレビ）
- 雑草の歌 第17回「三味線豊吉生き返る」（1958年、日本テレビ）
- お好み日曜座（NHK総合）
  - 花咲く港（1958年）
  - 孟姜女（1958年）
  - 桔梗の夢（1958年）
  - マイ・メランコリイ（1959年）
  - 最後の橋（1959年）
  - 土こね記（1959年）
  - 千里の駒（1959年）
- サンヨーテレビ劇場（KRT→TBS）
  - 梵化（1958年）
  - いろはにほへと（1959年） - 天野竜一
  - 魚紋（1961年）
  - 回転木馬（1961年）
- ここに人あり 第81回「ガンという名の城」（1959年、NHK総合）
- 東芝土曜劇場（フジテレビ）
  - 第1回「左の腕」（1959年）
  - 第143回「三人の女」（1961年） - 海老名昭平
- ヤシカゴールデン劇場 / 夫婦（1959年、日本テレビ）
- スリラー劇場・夜のプリズム（日本テレビ）
  - 第19回「真贋の森」（1959年）
  - 第65回「わるい日」（1960年）
- テレビ劇場（NHK総合）
  - 幽霊1959（1959年）
  - 老人の眼（1959年）
- これが真実だ 第1回「陸軍中野学校」（1959年、フジテレビ）
- 愛の劇場 第13回「一番大事な人」（1959年、日本テレビ）
- NECサンデー劇場 / 北海の人々（1960年、NET）
- パノラマ劇場 第12回（1960年、NHK総合）
- 松本清張シリーズ・黒い断層（KR）
  - 第1 - 3回「紐」（1960年）
  - 第10 - 12回「坂道の家」（1960年）
- 夫婦百景 第151回「銀座夫婦」（1961年、日本テレビ）
- 七人の刑事（TBS） - 沢田部長刑事
  - 七人の刑事（1961年 - 1969年）
  - 七人の刑事（1978年 - 1979年）
  - 七人の刑事 最後の捜査線（1998年）
- シャープ火曜劇場 第28回「安城家の舞踏会」（1962年、フジテレビ）
- 松本清張シリーズ・黒の組曲 第10回「空白の意匠」（1962年、NHK総合） - 名倉
- 近鉄金曜劇場 / 風流活人剣（1962年、TBS）
- 大河ドラマ（NHK総合）
  - 花の生涯（1963年） - 竹本重太夫
  - 赤穂浪士（1964年） - 小林平七
  - 三姉妹（1967年） - 永井采女 役
  - 新・平家物語（1972年） - 源頼政
  - 元禄太平記（1975年） - 徳川綱吉
  - 信長 KING OF ZIPANGU（1992年） - 斎藤道三
- ポーラ名作劇場（毎日放送）
  - 第15回「再婚記」（1963年）
  - 第45回「青春の壁」（1963年） - 軍次
  - 第50回「夜の河」（1963年）
- 三匹の侍 第1シリーズ 第1話「剣豪無宿」（1963年、フジテレビ）
- 日本映画名作ドラマ（NET）
  - 二丁目の角の物語（1964年）
  - 喪われた街（1964年）
- シオノギテレビ劇場 / 帰郷（1965年、フジテレビ）
- 竜馬がゆく（1965年、毎日放送） - 日根野弁治
- 氷点（1966年、NET） - 辻口啓造
- わが心のかもめ（1966年、NHK総合） - 石橋
- 娘と私（1966年 - 1967年、フジテレビ）
- 剣 第23回「岡場所の女」（1967年、日本テレビ） - 平右ェ門
- ナショナルゴールデン劇場[14]（NET）
  - 霧の旗（1967年） - 大塚欽三
  - 人生劇場（1971年） - 吉良常
  - どてかぼちゃ（1975年 - 1976年） - 剣持修三
- あひるの学校（1968年、NHK総合） - 三津田俊彦
- ポーラテレビ小説 / 三人の母（1968年 - 1969年、TBS） - ナレーター
- 黒部の太陽（1969年、日本テレビ） - 山垣社長
- 検事霧島三郎（1969年、よみうりテレビ）
- 芦田伸介劇場[注釈 3] 男たちのブルース（1970年、YTV） - 泉一
- 大忠臣蔵（1971年、NET） - 小林平八郎
- 女人武蔵（1971年、フジテレビ） - 呂宋助左衛門
- 涙の河をふり返れ〜艶歌より（1971年、よみうりテレビ） - 高円寺竜三
- 木下恵介・人間の歌シリーズ（TBS）
  - 冬の雲（1971年） - ナレーター
  - 白い夏（1972年） - 勝三 役
- おらんだ左近事件帖 第14話「ばくち侍」（1972年、フジテレビ・東宝） - 神月又四郎
- さすらいの狼（1972年、NET・東映） - 冬木郷右衛門
- 大岡越前 第3部 第18話「過去を逃れて」（1972年10月16日、TBS・C.A.L） - 山県政二郎
- 遥かなるわが町 (1973年4月 - 1973年7月、TBS) - 鳴海冬吉
- 科学捜査官（1973年10月 - 1974年3月、関西テレビ） - 湯浅警部（14話から警視）
- 特捜記者・犯罪を追え!（1974年4月 - 9月、関西テレビ）
- 放浪家族（1975年、毎日放送） - 堀田一郎
- 野わけ（1975年、よみうりテレビ） - 飯野院長
- 徳川三国志（1975年 - 1976年、NET） - 紀伊大納言頼宣
- 必殺からくり人（1976年、朝日放送） - 元締・壷屋蘭兵衛
- シリーズ人間模様 / 火の路（1976年、NHK総合）
- 新・二人の事件簿 暁に駆ける（1976年 - 1977年、朝日放送・大映テレビ） - 秋山参事官
- 海峡物語（1977年、テレビ朝日） - 高円寺竜三
- 日本の戦後 第4集「それは、晩餐から始まった 財閥解体への道」（1977年、NHK総合） - 住井辰男
- 海は甦える（1977年、TBS） - 東郷平八郎
- ドラマ人間模様（NHK総合）
  - 夫婦（1978年） - 高村勝利
  - 花々と星々と（1978年） - 犬養毅
- 木曜座
  - あした泣く（1978年、TBS）
  - 微笑天使（1981年、毎日放送） - 瀬尾
- 土曜劇場（フジテレビ）
  - 時よ燃えて!（1979年） - 島田洋輔
  - 時よ炎のごとく!（1980年） - 桂木専務
- 土曜ワイド劇場（テレビ朝日）
  - 戦後最大の誘拐 吉展ちゃん事件（1979年6月30日） - 平塚八兵衛
  - 能登泣き砂の殺意（1986年）
  - 桜子は微笑う ラストエンペラーに仕掛けられた妖しい女の罠（1988年）
- 土曜ドラマ（NHK総合）
  - 松本清張シリーズ・天才画の女（1980年） - 中久保精一
  - 遠雷と怒涛と（1982年） - 松三郎
- 木曜ゴールデンドラマ（よみうりテレビ）
  - わが首相のベッド ガン回廊の朝II（1980年） - 池田勇人
  - 夫婦（1988年）
  - さらば愛しき人よ（1991年）
- 夜明けのタンゴ（1980年、TBS） - 水原竜介
- 真夜中のヒーロー（1980年、日本テレビ） - 館英三郎
- 若き日の北條早雲（1980年、ANB） - 太田道灌
- ある日突然?!スパゲティ・ママの青春白書（1980年、テレビ朝日） - 牛久保信三
- 関ヶ原（1981年、TBS） - 鳥居元忠
- 出逢い（1981年、TBS） - 門英之
- 新・海峡物語（1981年、テレビ朝日） - 高円寺竜三
- 森繁久彌のおやじは熟年 第8話「許されざる結婚」（1981年、テレビ朝日） - 浅見
- 火曜サスペンス劇場（日本テレビ）
  - 大病院が震える日（1981年）
  - 182566の死者・多摩湖畔殺人事件（1987年） - 主演
  - 夜の事情(1994年1月25日) - 安原信夫
  - 警部補 佃次郎5 あかね雲（1998年） - 徳永雅之
- 松平右近事件帳（1982年、日本テレビ・ユニオン映画） - 青山下野守
- おはよう24時間（1982年、TBS） - 袴田十九
- ゴールデンワイド劇場 / 終着駅はまだ遠い（1982年5月24日、テレビ朝日） - 井村修平
- 海にかける虹〜山本五十六と日本海軍（1983年、テレビ東京） - 東郷平八郎
- 女たちの大坂城（1983年、日本テレビ） - 柴田勝家
- 月曜ワイド劇場（テレビ朝日）
  - 父の再婚母の再婚（1983年） - 竜平
  - 雲の階段 ニセ医師をめぐる女二人（1983年） - 田坂雄一郎
- 弦鳴りやまず（1984年、TBS） - 山田耕筰
- 人妻捜査官（1984年、朝日放送） - 土居原
- ザ・サスペンス / 私を深く埋めて（1984年7月14日、TBS） - 田沢兵衛
- 新春ワイド時代劇（テレビ東京）
  - 風雲 柳生武芸帳（1985年） - 柳生但馬守
  - 大忠臣蔵（1989年） - 吉良上野介
  - 徳川武芸帳 柳生三代の剣（1993年） - 加藤清正
- そして戦争が終った（1985年8月26日、TBS） - 阿南惟幾
- 水戸黄門（TBS・C.A.L）
  - 第15部 第29話「宿場救った孤独の十手・中津川」（1985年8月12日） - 勘蔵
  - 第16部 第18話「悪が群がる隠し銀山・大森」（1986年8月25日） - 井川三左衛門
  - 第17部 第4話「謎の紫頭巾・諏訪」（1987年9月21日） - 佐久間頼母
  - 第19部 第12話「仇討ち悲願の名人芸・一関」（1989年12月11日） - 佐兵ヱ
  - 第20部 第28話「孤剣に秘めた悲願・松江」（1991年5月20日） - 左近寺又兵衛
- サントリーミステリースペシャル 「澪つくし高校連続殺人事件」（1985年12月6日、朝日放送） - 小野紫風
- 新大型時代劇 / 武蔵坊弁慶（1986年、NHK総合） - 平清盛
- 女ふたり捜査官（1986年、朝日放送） - 中尾班長
- 京都サスペンス（関西テレビ）
  - 芙蓉の花は血の色（1987年、京都映画） - 刑事
  - 霊山の舞扇（1989年12月、東映）
- 艶歌・旅の終りに（1988年、フジテレビ） - 高円寺竜三
- 代議士の妻たち（TBS） - 野見山 
  - 女はいつも涙する 代議士の妻たち（1988年）
  - 代議士の妻たちII（1989年）
- 鬼平犯科帳 第1シリーズ 第10話「一本眉」（1989年、フジテレビ） - 清洲の甚五郎
- おやじのヒゲ6（1989年、TBS）
- 月影兵庫あばれ旅（1989年 - 1990年、テレビ東京・松竹） - 松平伊豆守
- 水曜ドラマ / 愛されてますかお父さん（1990年、NHK総合） - 弘之
- 月曜ドラマスペシャル / 遥かなるわが町(1990年、TBS) - 鳴海冬吉
- 金曜ドラマシアター / 松本清張作家活動40年記念・球形の荒野（1992年、フジテレビ） - 滝良精
- 学校があぶない（1992年、TBS） - 朝倉勘助
- 月曜ドラマスペシャル / 東京チャッカリ娘（1992年、TBS）
- 金曜エンタテイメント / これから 海辺の旅人たち（1993年、フジテレビ） - 島岡良造
- プリズンホテル（1993年・1995年、TBS）
- 寝たふりしてる男たち（1995年、よみうりテレビ） - 芝山悟郎
- 月の船（1996年、NHK総合） - 伊能修三
- 官僚たちの夏（1996年、NHK総合） - 池内信人
- おじいさんの台所（1997年、テレビ東京） - 小島実
- 必要のない人（1998年、NHK総合）
- サラリーマン金太郎（1999年、TBS） - 三田善吉  ※遺作

### 舞台
- 三太物語（1951年、劇団民藝） - 村長
- 山びこ学校（1951年、劇団民藝） - 村の青年
- 炎の人（1951年、劇団民藝） - モーヴ
- 巖頭の女（1952年、劇団民藝） - 戸黒俊平
- 冒した者（1952年、劇団民藝） - 若宮
- 十三階段（1952年、劇団民藝） - 岩木五兵衛
- 五稜郭血書（1952年、劇団民藝） - 住吉丸の松五郎
- 民衆の敵（1953年、劇団民藝） - 紳士
- 日本の気象（1953年、劇団民藝） - 小日向
- 常磐炭田（1954年、劇団民藝） - 間島鉄五郎
- 神は知っていた（1954年、劇団民藝） - 医師ルイ・グロ
- 闇の力（1954年、劇団民藝） - ミートリッチ
- 大和の村（1955年、劇団民藝） - 津田菊二郎
- ヴィルヘルム・テル（1955年、劇団民藝） - フュールスト
- 恐怖（1955年、劇団民藝） - ジョン・オハラ
- 帰らぬ人（1956年、劇団民藝） - 松木捜査主任
- 最後の人びと（1956年、劇団民藝） - レーシチ
- 遠い凱歌（1956年、劇団民藝） - 小林
- 漁船天佑丸（1957年、劇団民藝） - クレメンス・ボス
- 運命（1959年、劇団民藝） - 風間東作
- どん底（1960年、劇団民藝） - メドヴェージェフ
- 時と緋笠一家（1960年、劇団民藝） - 緋笠朔二郎
- イルクーツク物語（1960年、劇団民藝） - セルジューク、ステパン・エゴーロヴィチ
- 火山灰地（1961年、劇団民藝） - 辻章平
- 台風（1963年、劇団民藝） - 石川宗吉
- 狂気と天才（1963年、劇団民藝） - ケーフェルト伯爵
- 夜明け前（1964年、劇団民藝） - 青山寿平次
- 冬の時代（1964年、劇団民藝） - ショー
- 開かれた処女地（1965年、劇団民藝） - イポリット・シャールイ
- 地下室の噴水（1965年、劇団民藝） - ショー
- 報いられたもの（1966年、劇団民藝） - ウィルフレッド・シダー
- 白い夜の宴（1967年、劇団民藝） - 祖父
- 汚れた手（1967年、劇団民藝） - ポール公
- ヴェニスの商人（1968年、劇団民藝） - アントーニオー
- 斬られの仙太（1968年、劇団民藝） - 水木庄左衛門
- 正義の人々（1969年、劇団民藝） - スクーラトフ

### 吹き替え
- フォア・ジャストメン（リチャード・コンテ）
- ピーター・ガン（クレイグ・スティーブンス）

### CM
- 森永乳業「クリープ」 - 「クリープを入れないコーヒーなんて…」の名キャッチコピーを生んだ。

## 書籍
- 『ほろにがき日々』勁文社、1977年3月31日。
- 『歩いて走ってとまるとき』、勁文社、1996年 ISBN 9784766925807

## ディスコグラフィー
- ほおずりワルツ　東芝EMI、1991年9月13日